# تينا يموت
تينا يموت هي مغنية لبنانية ولدت في سنة 1987 في مدينة بيروت عاصمة لبنان، تلقت تعليمها في الجامعة الأميركية في بيروت وثم إشتركت في برنامج ستار أكاديمي 4 وثم بدأت بإنتاج عدة كليبات مثل وين ما كنت تكون، كما مثلت في عددة دعايات لمستحضرات تجميل.

## الأغاني
- وين ما كنت تكون
- عايشه الحياة
- Leave for The day مع كريس دو بيرغ
- ممنوع
- كان قصدي
- رقصني

## وصلات خارجية
- تينا يموت على قاعدة بيانات الأفلام العربية